# فیلیپ دو کریزی
فیلیپ دو کریزی (انگلیسی: Philippe de Chérisey; ۱۳ فوریهٔ ۱۹۲۳ – ۱۷ ژوئیهٔ ۱۹۸۵) بازیگر مکمل و نویسنده اهل فرانسه بود.
از فیلم‌هایی که وی در آن نقش داشته‌است، می‌توان به ژروز، بازی‌های ممنوعه، دروازه‌های پاریس، یویو، غیبت طولانی، مادیان سبز و فار وست اشاره کرد.